# Syllepsis
Syllepsis, syllepsa (gr. σύλληψις syllēpsis) – brak odpowiedniości między logiczną a gramatyczną budową wypowiedzi, często towarzyszy zeugmie. Prowadzi do powstania albo wyrażeń zbliżonych do anakolutu  prawidłowych logicznie, ale niepoprawnych gramatycznie np. a w nawałnicy przyszła chmura sroga i tuman ognia (Jerzy  Żuławski, Widzenie wozu), albo poprawnych gramatycznie, ale (przynajmniej na pozór) nielogicznych. Ta druga konstrukcja często służy pokazaniu poetyckiej wieloznaczności słów np. Zapuścili motor, brody. (M. Białoszewski, Ballada od rymu).